# روبي ستيوارت (مغنية)
روبي ستيوارت (بالإنجليزية: Ruby Stewart)‏ هي مغنية وعارضة أمريكية، ولدت في 17 يونيو 1987 في لوس أنجلوس في الولايات المتحدة.

## وصلات خارجية
- روبي ستيوارت على موقع ميوزك برينز (الإنجليزية)
- روبي ستيوارت على موقع ديسكوغز (الإنجليزية)